# Punti di cucitura
I punti di cucitura furono classificati negli anni 1924-1925, ad opera del Federal Specifications Board degli Stati Uniti d'America, 
con lo scopo di aggirare le difficoltà dovute alle differenze dei termini utilizzati nei vari paesi.
La suddivisione è stata creata tenendo conto delle tecniche usate per la formazione del punto, raggruppando ad esempio i punti eseguiti con un tipo specifico di macchina oppure quelli eseguiti a mano, di 
conseguenza nella medesima classe vi saranno punti molto simili tra loro.

## Classe 100 (catenella semplice)
Fanno parte di questa classe le cuciture realizzate mediante le evoluzioni compiute da un unico cucirino che si concatena a se stesso.
I punti di questa classe sono eseguiti da macchine che non permettono l'inversione del punto.

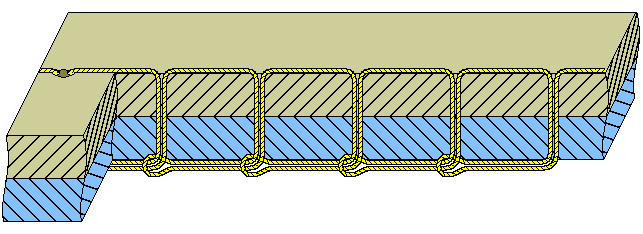
Sezione del punto 101

### Punto 101
È un punto utilizzato prevalentemente come imbastitura, perché il concatenarsi del cucirino su se stesso non permette il bloccaggio del filo al termine della cucitura, facendola risultare di facile rimozione.

### Punto 103
Il punto 103 è un punto cieco, un particolare punto visibile solo su un lato della cucitura. Ciò è possibile attraverso una macchina dotata di un ago ricurvo ed un crochet posizionati entrambi sul lato superiore. L'ago ricurvo, eseguendo un movimento oscillatorio penetra completamente il primo tessuto e solo in parte il secondo, grazie anche all'intervento di un piedino tastatore, che esercita dal basso una pressione regolabile sui tessuti durante la penetrazione dell'ago.
È utilizzato come cucitura di tenuta per bloccare i rimessi interni, come ad esempio il fondo dei pantaloni classici.
Tra tutti i punti non visibili all'esterno è di gran lunga il più utilizzato.

### Punto 104
È solitamente utilizzato per cuciture ornamentali a causa dell'effetto molto simile all'aspetto del punto a mano (201).
La macchina che esegue questo tipo di punto è dotata di un ago e di un uncino posizionati entrambi sulla stessa barra ago, la formazione del concatenamento avviene nella parte superiore dei tessuti, pertanto il diritto della cucitura sarà quello a contatto con la placca ago. Sul diritto della cucitura il cucirino sarà doppio.

## Classe 200 (punti a mano)
In questa classe sono raggruppati tutti quei punti eseguiti a mano.
Nel corso degli anni sono state fabbricate macchine in grado di eseguire questi
punti, come la AMF in grado di eseguire il punto 201.

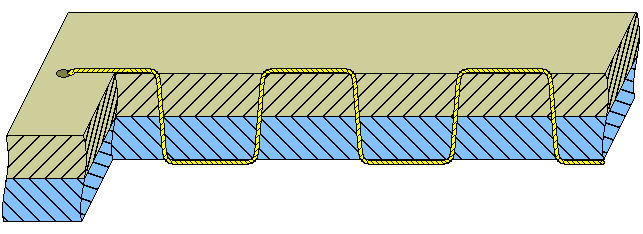
Sezione del punto 201

### Punto 201
Chiamato anche punto sellaio o AMF (dal nome della macchina che lo esegue).
È un punto ornamentale formato dall'alternarsi di un cucirino sui due lati del tessuto. La formazione del punto è stata meccanizzata tramite una
macchina chiamata AMF che lavora con un ago a doppia punta libero e due barre ago (una inferiore ed una superiore) che si scambiano l'ago ad ogni
passaggio. Questa macchina ha la particolarità di lavorare a gugliate di filo, risultando molto lenta.
Anche la Conti Complett ha meccanizzato il processo di creazione di punto 201 ma con una caratteristica diversa dalla AMF, in quanto il filo viene trasportato e quindi l'ago ha una sola punta.
Il punto 201 viene chiamato "sellaio" quando la parte sopra è uguale, come ampiezza, alla parte sotto, con l'automatismo delle macchine sopra descritte questa caratteristica può essere cambiata, variando la lunghezza sia sopra che sotto (si può per esempio dare un passo maggiore al punto esterno visibile ed uno inferiore al punto sotto).

### Punto 202
È il punto utilizzato per eseguire a mano le cuciture di tenuta.

## Classe 300 (punti annodati)
Fanno parte della classe 300 i punti formati dall'annodamento di due cucirini, uno portato dall'ago ed uno contenuto in una spolina solitamente posta
sotto la placca ago all'interno di un crochet rotativo che ha la funzione di annodare tra loro i due cucirini. I punti della classe 300 sono pertanto 
simmetrici e consentono l'inversione della marcia ma sono legati alla lunghezza del cucirino contenuto nella spolina.

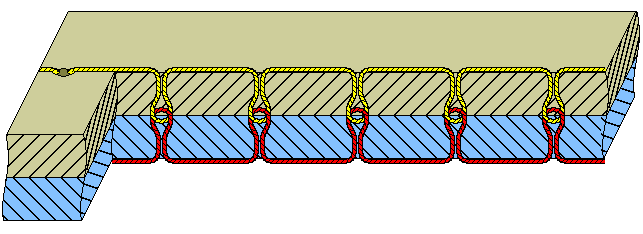
Sezione del punto 301

### Punto 301
È il punto più utilizzato nella confezione di capi di abbigliamento. La sua forma è simmetrica e reversibile e permette di essere eseguito 
indifferentemente sia su un lato che sull'altro del tessuto con il medesimo risultato.
La formazione del punto non è legata allo spostamento del tessuto, consente quindi l'esecuzione di punti in retromarcia, per esempio le saldine 
all'inizio ed alla fine delle cuciture che impediscono di sfilare.
È il punto più versatile e garantisce una discreta tenuta, oltre alla semplicità delle macchine che lo eseguono.

### Punto 304
È identico al punto 301, con l'unica differenza di avere la barra ago che compie un movimento oscillatorio (in senso incidente rispetto alla cucitura),
eseguendo quindi un punto zig zag.

### Punto 306
È un punto cieco (visibile cioè su un solo lato). E simile al punto 103 ma ha una tenuta più elevata. È un punto poco utilizzato.

## Classe 400 (catenella doppia)
I punti della classe 400 sono formati da 2 o più cucirini, provenienti da rocche esterne alla macchina.
Hanno un'ottima tenuta, ma essendo il punto 
formato ogni 2 penetrazioni dell'ago non è possibile eseguire punti in retro marcia. Si ovvia alla cosa infittendo i punti all'inizio ed alla fine della

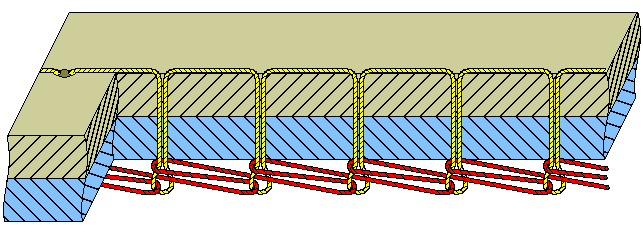
Sezione del punto 401

cucitura.

### Punto 401
È formato dal concatenarsi di 2 cucirini, uno portato dall'ago e l'altro da un crochet a bandiera; entrambi i fili provengono da rocche che consentono di non avere pause per il cambio della spolina.
La formazione del punto causa molte evoluzioni da parte del cucirino inferiore portato dal crochet; questo determina un forte consumo del cucirino stesso 
a fronte di una elevata elasticità della cucitura ed una ottima resistenza. La cucitura presenta un dritto ed un rovescio con i conseguenti vincoli sul 
posizionamento dei particolari per la cucitura.

### Punto 404
È la variante zig zag del punto precedente.

## Classe 500 (sorgetto o sopraggitto)
Sono i punti formati da 2 o più cucirini portati da aghi e crochet, la cui principale funzione è di coprire i profili dei particolari per evitare che i fili
della tessitura tagliati possano sfrangiarsi durante la manipolazione dei pezzi stessi. A causa delle numerose evoluzioni del cucirino (in primo luogo 
quello portato dal crochet) ha un alto consumo di filo.
Solitamente sono eseguiti da macchine dotate di coltello laterale per rifilare l'eccedenza di tessuto chiamate tagliacuci.

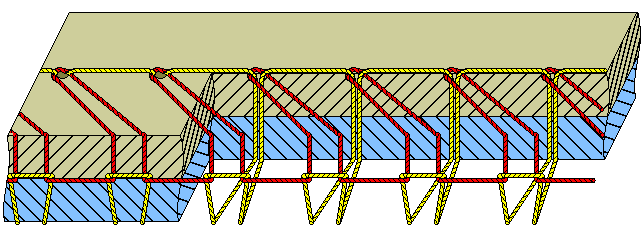
Sezione del punto 503

### Punto 503
È formato da due cucirini, uno portato dall'ago ed uno portato dal crochet.

### Punto 504
Chiamato anche 327 (dal codice della macchina che lo esegue).
È formato da tre cucirini, uno portato dall'ago, gli altri portati da due
crochet.

### Punti 515 e 516
Chiamati anche 329 (dal nome della prima macchina costruita per eseguirlo).
Sono punti composti da una cucitura con punto 401 (catenella doppia) ed un
sorgetto (punto 503 a 2 fili per il 515 e punto 504 a 3 fili per il 516). Hanno
una doppia funzione di tenuta, realizzata dal punto 401, e di copertura del
profilo, realizzata dal sorgetto.

## Classe 600 (punti copertura od interlock)
Sono impiegati per la realizzazione di cuciture piatte, che hanno sia la funzione di tenuta che la funzione di copertura. L'effetto di copertura può
avvenire sia su un singolo lato che su entrambi contemporaneamente.

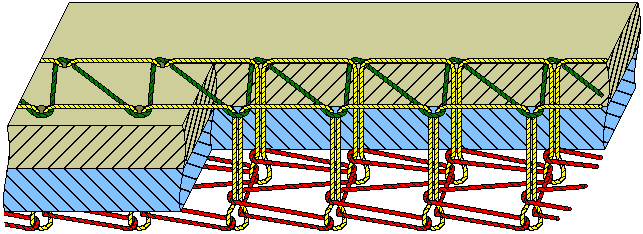
Sezione del punto 602

### Punto 602
Eseguito con 3 o 4 fili, due per gli aghi, uno inferiore di copertura portato dal crochet ed uno superiore che può anche essere escluso.